# زبابيات الفيل
زبابيات الفيل هي رتبة أحادية الطراز حيوانية صغيرة تمثل بفصيلة وحيدة وتضم تحتها 4 أجناس و 19 نوع حي. تتمتع زبابيات الفيل بخطم طويل وكذلك أعين وآذان كبيرة كما أن بعضهم يتلون فروه بشكل زاهٍ ومزركش. تتراوح أحجامهم من حجم الفأر إلى حجم السنجاب وهم متكيفون على القفز لإن أطرافهم الخلفية أطول من أطرافهم الأمامية.
تختلف زبابيات الفيل عن القوارض في امتلاكهم للصوان السمعي وتقوسات وجنية كاملة وشحمات شمية صغيرة. تقوم بالبحث عن طعامها في الليل ويمكنها الهروب من الخطر بفضل قفزاتها الكبيرة وهي آكلة للحشرات لكن توجد منها أنواع نباتية, صغارها قادرة على الطيران ويكثر تواجدها في أفريقيا وجنوب الصحراء الكبرى

## التصنيف
- فصيلة زبابات الفيل
  - أسرة زباباوات الفيل المنقارية
    - جنس زبابة الفيل المنقارية
      - زبابة الفيل صفراء الردف
      - زبابة الفيل المشطرجة
      - زبابة الفيل السوداء والحمراء
      - زبابة الفيل رمادية الوجه
- جنس †آبدة النمامشة